# Мечта (хоровая студия)
Де́тская вока́льно-хорова́я сту́дия «Мечта́» (с 1994 — детская вокально-хоровая школа, в настоящее время — вокально-хоровое отделение «Мечта» детской школы искусств № 1 г. Челябинска) — основана в 1972 В. Шереметьевым и А. Барташовой. Хоровые коллективы студии — лауреат городских, областных и всесоюзных конкурсов и фестивалей. В «Мечте» обучаются дети школьного возраста. Изучаемые дисциплины — хоровое и сольное пение, сольфеджио, хореография, игра на музыкальных инструментах. Цель занятий — через обучение искусству привить детям высокую культуру, расширить кругозор и развить их интеллект. В 1980-х в «Мечте» одновременно действовали до десятка различных хоровых коллективов, 2 вокально-хореографических ансамбля, а также класс сольного пения. В начале 2003 в студии занимались около 400 детей с 36 педагогами.
Многие выпускники «Мечты» продолжают учёбу в музыкальных училищах и консерваториях. Среди выпускников школы — хормейстеры, солисты оперы и филармонии, работающие как в России, так и за рубежом (Израиль, США, Швейцария). Кроме того, существует академический женский хор «Мечта», где поют взрослые выпускницы студии.